# Олд-Перлікан
Олд-Перлікан (англ. Old Perlican) — містечко в Канаді, у провінції Ньюфаундленд і Лабрадор.

## Населення
За даними перепису 2016 року, містечко нараховувало 633 особи, показавши скорочення на 4,2%, порівняно з 2011-м роком. Середня густина населення становила 43,7 осіб/км².
З офіційних мов обидвома одночасно володіли 5 жителів, тільки англійською — 605. Усього 10 осіб вважали рідною мовою не одну з офіційних.
Працездатне населення становило 62,1% усього населення, рівень безробіття — 14,8% (23,3% серед чоловіків та 8,7% серед жінок). 88,9% осіб були найманими працівниками, а 11,1% — самозайнятими.
Середній дохід на особу становив $46 883 (медіана $35 925), при цьому для чоловіків — $59 178, а для жінок $33 591 (медіани — $46 592 та $28 768 відповідно).
28,7% мешканців мали закінчену шкільну освіту, не мали закінченої шкільної освіти — 21,8%, 49,4% мали післяшкільну освіту, з яких 11,6% мали диплом бакалавра, або вищий.
| Статево-вікова структура населення | Статево-вікова структура населення | Статево-вікова структура населення | Статево-вікова структура населення | Статево-вікова структура населення |
| ---------------------------------- | ---------------------------------- | ---------------------------------- | ---------------------------------- | ---------------------------------- |
|                                    |                                    |                                    |                                    |                                    |
| Всього                             | Всього                             | 51,6%48,4%                         |                                    |                                    |
| 0 — 14 років                       | 0 — 14 років                       |                                    | 12,7%                              | 12,7%                              |
| 15 — 64 років                      | 15 — 64 років                      |                                    | 67,5%                              | 67,5%                              |
| 65 і більше                        | 65 і більше                        |                                    | 19,8%                              | 19,8%                              |
| 85 і більше                        | 85 і більше                        |                                    | 3,2%                               | 3,2%                               |
| Середній вік (років)               | Середній вік (років)               | 44,946,6                           | 45,7                               | 45,7                               |
| Медіана (років)                    | Медіана (років)                    | 46,350,6                           | 48,4                               | 48,4                               |
| — чоловіки — жінки                 |                                    |                                    |                                    |                                    |

| Походження мешканців:     | Походження мешканців:     | Походження мешканців: | Походження мешканців: | Походження мешканців: |
| ------------------------- | ------------------------- | --------------------- | --------------------- | --------------------- |
| Походження                |                           |                       | осіб                  | %                     |
| Корінні американці        | Корінні американці        |                       | 30                    | 5.83%                 |
| Інше північноамериканське | Інше північноамериканське |                       | 330                   | 64.08%                |
| Європейське               | Європейське               |                       | 245                   | 47.57%                |
| британське                | британське                |                       | 245                   | 47.57%                |

| Зайнятість населення за галузями (за класифікацією NOC): | Зайнятість населення за галузями (за класифікацією NOC): | Зайнятість населення за галузями (за класифікацією NOC): | Зайнятість населення за галузями (за класифікацією NOC): | Зайнятість населення за галузями (за класифікацією NOC): |
| -------------------------------------------------------- | -------------------------------------------------------- | -------------------------------------------------------- | -------------------------------------------------------- | -------------------------------------------------------- |
|                                                          |                                                          |                                                          |                                                          |                                                          |
| Управління                                               | Управління                                               |                                                          | 7,4%                                                     | 7,4%                                                     |
| Бізнес, фінанси та адміністрування                       | Бізнес, фінанси та адміністрування                       |                                                          | 5,6%                                                     | 5,6%                                                     |
| Природничі та прикладні науки                            | Природничі та прикладні науки                            |                                                          | 5,6%                                                     | 5,6%                                                     |
| Охорона здоров'я                                         | Охорона здоров'я                                         |                                                          | 3,7%                                                     | 3,7%                                                     |
| Мистецтво, культура, відпочинок та спорт                 | Мистецтво, культура, відпочинок та спорт                 |                                                          | 3,7%                                                     | 3,7%                                                     |
| Роздрібна торгівля та послуги                            | Роздрібна торгівля та послуги                            |                                                          | 20,4%                                                    | 20,4%                                                    |
| Гуртова торгівля, транспорт та обладнання                | Гуртова торгівля, транспорт та обладнання                |                                                          | 13%                                                      | 13%                                                      |
| Природні ресурси, сільське господарство                  | Природні ресурси, сільське господарство                  |                                                          | 27,8%                                                    | 27,8%                                                    |
| Виробництво                                              | Виробництво                                              |                                                          | 16,7%                                                    | 16,7%                                                    |

## Клімат
Середня річна температура становить 5°C, середня максимальна – 19,1°C, а середня мінімальна – -10,1°C. Середня річна кількість опадів – 1 341 мм.
| Клімат поселення                              | Клімат поселення | Клімат поселення | Клімат поселення | Клімат поселення | Клімат поселення | Клімат поселення | Клімат поселення | Клімат поселення | Клімат поселення | Клімат поселення | Клімат поселення | Клімат поселення | Клімат поселення |
| Показник                                      | Січ.             | Лют.             | Бер.             | Квіт.            | Трав.            | Черв.            | Лип.             | Серп.            | Вер.             | Жовт.            | Лист.            | Груд.            |                  |
| Середній максимум, °C                         | 0,40             | −0,3             | 2,75             | 6,95             | 11,25            | 15,50            | 18,80            | 19,05            | 15,45            | 10,70            | 6,40             | 1,65             |                  |
| Середня температура, °C                       | −4,45            | −5,2             | −2,15            | 2,10             | 6,45             | 10,65            | 15,55            | 15,85            | 12,25            | 7,50             | 3,20             | −1,55            |                  |
| Середній мінімум, °C                          | −9,35            | −10,05           | −7               | −2,75            | 1,55             | 5,75             | 12,35            | 12,65            | 9,00             | 4,30             | 0,00             | −4,8             |                  |
| Норма опадів, мм                              | 118              | 114              | 102              | 102              | 92               | 95               | 87               | 90               | 127              | 150              | 134              | 130              |                  |
| Середньомісячна швидкість вітру, м/с          | 7.60             | 7.20             | 6.80             | 6.30             | 5.65             | 5.30             | 5.10             | 5.20             | 5.75             | 6.50             | 7.00             | 7.60             |                  |
| Середньомісячна сонячна радіація, кДж/м²·день | 3852             | 6814             | 10650            | 14076            | 17185            | 19216            | 19182            | 15994            | 11967            | 7038             | 4042             | 3000             |                  |
| --------------------------------------------- | ---------------- | ---------------- | ---------------- | ---------------- | ---------------- | ---------------- | ---------------- | ---------------- | ---------------- | ---------------- | ---------------- | ---------------- | ---------------- |
| Джерело:                                      |                  |                  |                  |                  |                  |                  |                  |                  |                  |                  |                  |                  |                  |